# Avşa
Avşa ist eine kleine bewohnte Insel im Marmarameer in der türkischen Provinz Balıkesir. Avşa befindet sich im Nordwesten des Landes und hat einen Durchmesser von ca. 4 km.
Aufgrund des Sandstrandes ist sie vor allem ein Ziel des regionalen Badetourismus, so dass sich die Bewohnerzahl der „Ferieninsel“ von 2000 in der Hochsaison auch verdoppeln kann.

## Bevölkerungsentwicklung
| Jahr | Bevölkerung |
| ---- | ----------- |
| 2012 | 2527        |
| 2011 | 2559        |
| 2010 | 2602        |
| 2009 | 2613        |
| 2008 | 2661        |
| 2007 | 1969        |
| 2000 | 2611        |
| 1990 | 2617        |
| 1985 | 1319        |
| 1980 | 1228        |